# Placement avancé
 (janvier 2025).
La mise en forme du texte ne suit pas les recommandations de Wikipédia : il faut le « wikifier ».
Les points d'amélioration suivants sont les cas les plus fréquents. Le détail des points à revoir est peut-être précisé sur la page de discussion.
- Les titres sont pré-formatés par le logiciel. Ils ne sont ni en capitales, ni en gras.
- Le texte ne doit pas être écrit en capitales (les noms de famille non plus), ni en gras, ni en italique, ni en « petit »…
- Le gras n'est utilisé que pour surligner le titre de l'article dans l'introduction, une seule fois.
- L'italique est rarement utilisé : mots en langue étrangère, titres d'œuvres, noms de bateaux, etc.
- Les citations ne sont pas en italique mais en corps de texte normal. Elles sont entourées par des guillemets français : « et ».
- Les listes à puces sont à éviter, des paragraphes rédigés étant largement préférés. Les tableaux sont à réserver à la présentation de données structurées (résultats, etc.).
- Les appels de note de bas de page (petits chiffres en exposant, introduits par l'outil «  Source ») sont à placer entre la fin de phrase et le point final[comme ça].
- Les liens internes (vers d'autres articles de Wikipédia) sont à choisir avec parcimonie. Créez des liens vers des articles approfondissant le sujet. Les termes génériques sans rapport avec le sujet sont à éviter, ainsi que les répétitions de liens vers un même terme.
- Les liens externes sont à placer uniquement dans une section « Liens externes », à la fin de l'article. Ces liens sont à choisir avec parcimonie suivant les règles définies. Si un lien sert de source à l'article, son insertion dans le texte est à faire par les notes de bas de page.
- La présentation des références doit suivre les conventions bibliographiques. Il est recommandé d'utiliser les modèles {{Ouvrage}}, {{Chapitre}}, {{Article}}, {{Lien web}} et/ou {{Bibliographie}}. Le mode d'édition visuel peut mettre en forme automatiquement les références.
- Insérer une infobox (cadre d'informations à droite) n'est pas obligatoire pour parachever la mise en page.

Pour une aide détaillée, merci de consulter Aide:Wikification.
Si vous pensez que ces points ont été résolus, vous pouvez retirer ce bandeau et améliorer la mise en forme d'un autre article.
Advanced Placement (Placement avancé) ou AP est un programme scolaire aux États-Unis et au Canada crée par le College Board, une organisation éducative qui s'occupe aussi des examens comme le SAT. Le programme AP offre un cursus universitaire aux lycéens, qui aboutit à un examen final. Une note satisfactoire est reconnue par plusieurs universités américaines. Le programme est similaire à celui du Baccalauréat international.
Il existe plusieurs sujets dans le programme AP, y compris l'histoire, les mathématiques, les sciences, la langue et la littérature, et cetera. Les cours sont structurés par des professeurs dans le domaine considéré et puis sont révisés par le College Board avant que leurs matériels pédagogiques soient distribués aux enseignants.

## Histoire

### XXesiècle
Suivant la fin de la Seconde Guerre mondiale, la Fondation Ford a établi des fonds pour l'étude de l'éducation. Ce "Kenyon Plan", ainsi nommé à cause de Kenyon College, a commencé la première étude de 4 lycées et 3 universités. La recommendation publiée en 1952 a soutenu permettre des lycéens en terminale de suivre des cours au niveau universitaire, qui termineront par un examen qui montrera la comprehension de l'élève aux universités, qui pourraient leur donner de crédit universitaire. Un deuxième comité a développé un cursus national, qui, en 1955, comprenait : mathématique, physique, chimie, biologie, anglais, histoire, français, allemand, espagnol, et latin.
Le College Board, une organisation à but non lucratif, gère le programme AP depuis 1955.

### XXIesiècle
En 2006, plus d'un million d'étudiants ont passé plus de deux millions d'examens de AP. De nombreux lycées aux États-Unis proposent des cours AP, mais le College Board autorise tout étudiant à passer n'importe quel examen. Par conséquent, les élèves scolarisés à domicile et les élèves des écoles qui ne proposent pas de cours AP peuvent également passer les examens AP.
À partir de 2024, les examens coûtent $98, bien que le coût puisse être subventionné. De l'aide financière est disponible pour les étudiants qui y ont droit ; la réduction d'examen est de $36 par examen du College Board, plus une remise supplémentaire de $9 par examen à frais réduits de l'école.
À partir de 2013, AP a permis aux étudiants de consulter et d'envoyer leurs résultats en ligne.
Le nombre d’examens AP administrés chaque année a récemment connu une croissance constante. Une augmentation s'est produite dans presque tous les examens AP proposés, l'examen de AP Psychology ayant enregistré une augmentation de 281 % au cours de la dernière décennie. En 2022, l'examen AP le plus populaire était AP English Language and Composition avec 520 771 enregistrés.

## Notation
Les tests AP sont notés de 1 à 5 comme suit :
- 5 – Extrêmement bien qualifié
- 4 – Bien qualifié
- 3 – Qualifié
- 2 – Possiblement qualifié
- 1 – Aucune recommandation

La partie à choix multiples de l'examen est notée automatiquement, tandis que les parties à réponses libres sont notées par des lecteurs formés lors de l'AP Reading en juin. Le lecteur en chef de chaque examen détermine la manière dont les scores composites sont convertis en notes finales. L’objectif général est que les notes reflètent une échelle absolue de performance.
Certains établissements utilisent les résultats des tests AP pour exempter les étudiants des cours d'introduction et/ou les utilisent pour placer les étudiants dans des cours désignés de niveau supérieur. La politique de chaque université est différente, mais la majorité exige un score minimum de 3 ou 4 pour recevoir des crédits universitaires. Certains pays, comme l'Allemagne, qui n'offrent pas d'admission générale dans leurs universités aux titulaires d'un diplôme d'études secondaires américain, admettront directement les étudiants qui ont réussi une série spécifique de tests AP, en fonction de la matière qu'ils souhaitent y étudier.

## Cours

### Sujets d'actualité
Il existe actuellement 40 cours disponibles via le programme AP :
Arts
- AP 2-D Art and Design
- AP 3-D Art and Design
- AP Drawing
- AP Art History
- AP Music Theory

Anglais
- AP English Language and Composition
- AP English Literature and Composition

Histoire et Sciences Sociales
- AP African American Studies
- AP Comparative Government and Politics
- AP European History
- AP Human Geography
- AP Macroeconomics
- AP Microeconomics
- AP Psychology
- AP United States Government and Politics
- AP United States History
- AP World History: Modern

Mathématiques et Informatique
- AP Computer Science Principles
- AP Computer Science A
- AP Calculus AB
- AP Calculus BC
- AP Precalculus
- AP Statistics

Sciences
- AP Biology
- AP Chemistry
- AP Environmental Science
- AP Physics 1: Algebra-Based
- AP Physics 2: Algebra-Based
- AP Physics C: Electricity and Magnetism
- AP Physics C: Mechanics

Languages et Cultures
- AP Chinese Language and Culture
- AP Langue et culture françaises
- AP German Language and Culture
- AP Italian Language and Culture
- AP Japanese Language and Culture
- AP Latin
- AP Spanish Language and Culture
- AP Spanish Literature and Culture

Capstone
- AP Research
- AP Seminar

### Cours en cours de développement
En 2024, le College Board a annoncé trois nouveaux examens en développement :
- AP Business Principles/Personal Finance[10],[11]
- AP Cybersecurity 1 [12],[13],[14]
- AP Cybersecurity 2 [12],[13],[14]

Le College Board a également annoncé une intention d'introduire AP Anatomy and Physiology et de diviser AP World History, qui a été retiré, en deux (AP World History: Ancient et AP World History: Modern),,,.

### Cours interrompus
Au fil des années, de nombreux cours ont été remplacé, y compris :
- AP Computer Science AB (2009)
- AP International English Language (2002)
- AP French Literature (2009)
- AP German Literature (1983)
- AP Latin Literature (i2009)
- AP Latin: Vergil (2012)
- AP Physics B (2014)
- AP Russian Language and Culture (2010)

## Modifications récentes et à venir des examens

### 2021–2022
- AP Physique 1 : Algebra-Based
  - Les unités 8 à 10 ont été supprimées du programme AP Physics 1 car elles ont été introduites dans le cursus de AP Physics 2[19].
    - Les sujets des charges et forces électriques, des circuits électriques, des ondes mécaniques et du son ont été supprimés. Cependant, la cinématique, la dynamique, le mouvement circulaire et la gravitation, l'énergie, l'impulsion, le mouvement harmonique simple, le couple et le mouvement de rotation sont traités.

### 2022–2023
- AP Chemistry
  - Section I (choix multiples) : Les questions permettront désormais l’utilisation d’une calculatrice.

### 2023–2024
- AP Precalculus
  - Nouveau cours ajouté, l'examen comportera deux sections : 40 questions à choix multiples et quatre questions à réponse libre[20].
- AP World History: Modern
  - Les critères de notation pour le DBQ et le LEQ changeront, exigeant la citation de au moins 4 sources pour les deux points d'analyse[21].
- AP Computer Science Principles
  - Lors de la création d'une tâche, les réponses écrites seront remplacées par une référence de projet personnalisée. Ensuite, après la section QCM, il y aura une nouvelle section de réponses écrites, avec 2 questions (4 questions au total) valant 20 % de la note[22].

- AP US Government and Politics
  - Année de vérification des résultats universitaires de la classe (c'est-à-dire, une mise en équilibre avec des résultats des étudiants universitaires afin de garantir qui la distribution des notes soit appropriée), qui augmentera le taux de réussite de 23,8 %[23],[24],[25].

- AP Physique 1 : Algebra-Based et AP Physique 2 : Algebra-Based[26]
  - Les fluides, qui constituaient l'unité 1 de l'AP Physics 2, deviendront l'unité 8 de l'AP Physics 1.
  - Les fluides ne faisant plus partie du programme, la section d'AP Physics 2 qui traite les ondes et l'optique sera divisée en deux unités. Le format des examens seront changé de la même manière.
- AP Physics C : Mechanics et AP Physics C : Electricity and Magnetism[26]
  - Le nombre de questions à choix multiples est passé de 35 à 40 (avec 4 options, pas 5), et le temps consacré à cette section est passé de 45 minutes à 80 minutes.
  - Le nombre de FRQ est passé de 3 à 4, et le temps consacré à cette section est passé de 45 minutes à 100 minutes.
  - Les examens ne se passeront plus lors de la même session de tests.
- Plusieurs examens AP se donneront en ligne, notamment AP African American Studies, AP Art History, AP Comparative Government and Politics, AP Computer Science A, AP Computer Science Principles, AP English Language and Composition, AP English Literature and Composition, AP Environmental Science, AP European History, AP Human Geography, AP Latin, AP Psychology, AP Seminar, AP United States Government and Politics, AP United States History et AP World History: Modern[27].
  - Plusieurs autres examens AP auront une section digitale, les étudiants remplissant la section QCM et consultant la section FRQ électroniquement mais répondant à la section FRQ dans des livrets papier. Cela comprend : AP Biology, AP Calculus AB et BC, AP Chemistry, AP Macroeconomics, AP Microeconomics, AP Physics 1 et 2 : Algebra-Based, AP Physique C  (les deux), AP Precalculus et AP Statistics[27].

## Critique

### Diminution de la qualité
Des chercheurs ont commencé à douter si AP peut maintenir au même temps des normes académiques élevées et une croissance explosive. La recherche a montré que les tests AP les plus populaires ont les taux de réussite les plus faibles, une indication possible que les étudiants les moins préparés sur le plan scolaire s'inscrivent aux cours AP. La question de savoir si le programme AP peut servir un grand nombre d’étudiants sans diminuer la rigueur académique est un sujet de débat,.